# Eukiefferiella tusimokelea
Eukiefferiella tusimokelea är en tvåvingeart som beskrevs av Sasa och Suzuki 1999. Eukiefferiella tusimokelea ingår i släktet Eukiefferiella och familjen fjädermyggor. Inga underarter finns listade i Catalogue of Life.